# Đớp ruồi lam châu Phi
Đớp ruồi lam châu Phi, tên khoa học Elminia longicauda, là một loài chim trong họ Stenostiridae.

## Phân bố
Đớp ruồi lam châu Phi phân bố ở Angola, Bénin, Burkina Faso, Cameroon, Cộng hòa Trung Phi, Tchad, Cộng hòa Congo, Cộng hòa Dân chủ Congo, Bờ Biển Ngà, Guinea Xích Đạo, Gabon, Gambia, Ghana, Guinée, Guiné-Bissau, Kenya, Mali, Mauritanie, Niger, Nigeria, Sénégal, Sierra Leone, Sudan, Tanzania, Togo, và Uganda.

## Nơi sinh sống
Môi trường sinh sống tự nhiên là các khu rừng đất thấp ẩm nhiệt đới hoặc bán nhiệt đới, các khu rừng đước nhiệt đới hoặc cận nhiệt đới, rừng montane, xa vẳn ẩm.